# Paul Akkermans
Paul Marin Maria Akkermans (Antwerpen, 3 december 1923 - Wuustwezel,  12 juli 2007) was een Belgisch bestuurder en politicus voor de CVP.

## Levensloop
Akkermans was in zijn jeugdjaren actief als Chiroleider in de Antwerpse wijk Dam. De buurt zou hem nooit meer loslaten, ook niet toen hij verhuisde naar het residentiële Brasschaat. In die moeilijke Antwerpse wijk richtte hij mee de vzw Elegast op, een organisatie die zich ontfermde over kinderen die problemen hebben, al dan niet na strafbare feiten. Hij werd ook gewestleider en lid van de Nationale Leiding van de Chiro. Vanaf 1957 was hij voorzitter van de Bouwunie.
Van 1965 tot 1989 zetelde hij voor de CVP in de Senaat: van 1965 tot 1987 als rechtstreeks gekozen senator voor het kiesarrondissement Antwerpen en van 1987 tot 1989 als provinciaal senator. In de periode december 1971-oktober 1980 zetelde hij als gevolg van het toen bestaande dubbelmandaat ook in de Cultuurraad voor de Nederlandse Cultuurgemeenschap, die op 7 december 1971 werd geïnstalleerd. Vanaf 21 oktober 1980 tot november 1981 was hij lid van de Vlaamse Raad.
In de regeringen Martens I-IV en M. Eyskens was hij van april 1979 tot januari 1980 Staatssecretaris voor Vlaamse Zaken, van januari tot mei 1980 Staatssecretaris voor het Vlaams Gewest en van mei 1980 tot december 1981 Staatssecretaris voor de Vlaamse Gemeenschap. Vervolgens was hij in de Vlaamse regering Geens I van 1981 tot 1985 gemeenschapsminister van Ruimtelijke Ordening, Landinrichting en Natuurbehoud en in de Regering-Geens II van 1985 tot 1987 gemeenschapsminister van Huisvesting. Akkermans behoorde tot de middenstandsvleugel. Hij was van 1974 tot 1983 nationaal voorzitter van het NCMV, de voorloper van Unizo. Als zaakvoerder van een familiaal bouwbedrijf zette hij ook in de bouwsector belangenorganisaties op poten.
Zijn naam en die van enkele kabinetsmedewerkers werden meer dan eens genoemd in de gewestplanfraude.